# بريك أوينز
بريك أوينز (بالإنجليزية: Brick Owens)‏ هو حكم كرة قاعدة ‏ أمريكي، ولد في 31 مارس 1885 في ميلواكي في الولايات المتحدة، وتوفي في 11 نوفمبر 1949 في شيكاغو في الولايات المتحدة.